# Электростатический ракетный двигатель

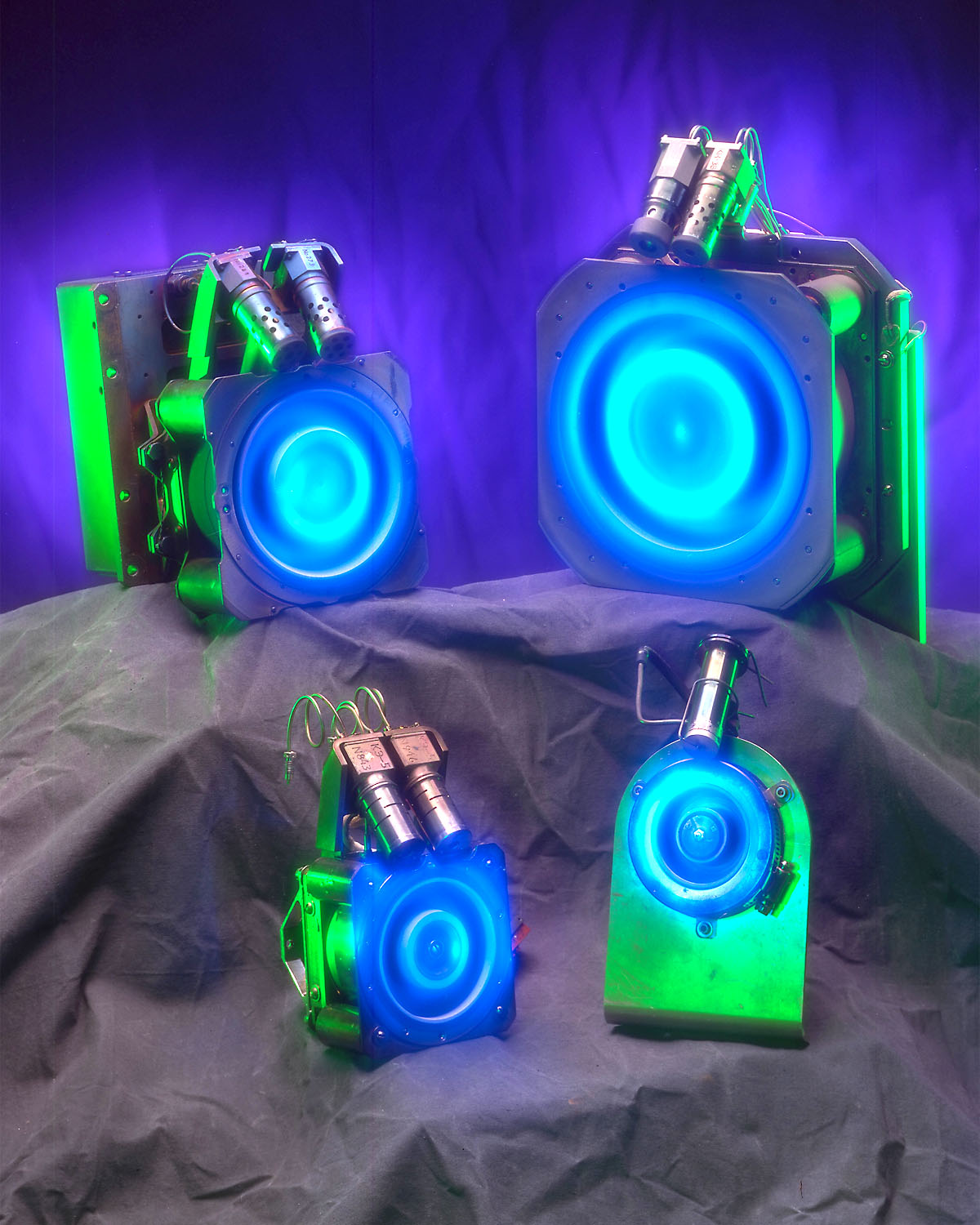
Российские электростатические (стационарные плазменные) двигатели

Электри́ческий раке́тный дви́гатель электростати́ческий — электрический ракетный двигатель, ускорение частиц рабочего тела в котором осуществляется в электростатическом поле.
Электростатические ЭРД, в свою очередь, разделяются на:
- двигатели с ускорением в униполярном пучке — коллоидные двигатели и ионные. Также известны как двигатели Кауфмана. Основная идея заключается в пространственном разделении источника ионов и ускорительной системы (ионно-оптическая система). Источником ионов может быть поверхностный ионизатор, газоразрядная камера (ГРК), основанная на электрическом разряде в плазме или ионизации высокочастотным электромагнитным полем);
- двигатели с ускорением в квазинейтральной плазме — СПД, ДАС. В этих двигателях, также известных как ускорители с замкнутым дрейфом электронов (Двигатель на эффекте Холла), области ионизации и ускорения находятся в одном ускорительном канале.